# Цветан Костадинов
Цветан Колев Костадинов е български революционер, крушовски районен войвода на Вътрешната македоно-одринска революционна организация.

## Биография
Костадинов е роден през март 1878 година в Стругово, Битолско, в Османската империя, днес в Северна Македония. Самоук е и работи като земеделец. През Илинденско-Преображенското въстание е в четата на Йордан Пиперката. В 1904 година Костадинов е арестуван и лежи в затвора до 1906 година. Емигрира в САЩ след излизането си, но в 1909 година се завръща от там. Районен войвода е в Крушевско след Междусъюзническата война до 1915 година.